# …A Part of Me
…A Part of Me ist das erste und einzige Soloalbum der britischen Sängerin Sirima.
Es wurde von Februar bis September 1989 im Studio Davout in Paris aufgenommen und abgemischt. Es erschien am 17. November desselben Jahres beim Label CBS.
Das Album wurde mit zahlreichen, zum Teil namhaften, französischsprachigen Musikern eingespielt. Trotz des ausbleibenden kommerziellen Erfolges ist das Album musikalisch aufwändig gestaltet. Neben klassischem Gitarren- oder Flötenspiel und orchestralen Arrangements enthält das Album auch Elemente aus Folk, Smooth Jazz, Funk und Soul.
Nur drei Wochen nach Veröffentlichung des Albums kam die Künstlerin bei einem Streit mit ihrem vermutlich eifersüchtigen Lebenspartner durch einen Messerangriff ums Leben.

## Hintergrund
Nachdem sie 1987 gemeinsam mit Jean-Jacques Goldman die Erfolgssingle Là-bas aufgenommen hatte, die Platz zwei der französischen Charts erreichte, strebte sie nach anfänglicher Zurückhaltung ein eigenes Album an. Anstatt Jean-Jacques Goldman auf seiner anschließenden Tournee in Vollzeit zu begleiten (sie war nur bei wenigen Terminen anwesend), nahm Sirima aus dem resultierenden Plattenvertrag mit CBS heraus ihr erstes Soloalbum auf.
Es besteht aus fünf gänzlichen Eigenkompositionen und fünf Titeln, die sie gemeinsam mit dem Produzenten Philippe Delettrez verfasste. Sirima strebte aufgrund dessen, dass sie ihre gesamte Jugendzeit in Großbritannien verbracht hatte, ein Album in englischer Sprache an. Auch Goldman hatte sie in dieser Richtung ermutigt.
Die Titel Was It a Dream? und No Reason No Rhyme erschienen als Singles. Nachdem das von Sirima und Goldman gemeinsam gesungene Stück Là-bas auf Goldmans Soloalbum Entre Gris Clair et Gris Foncé erschienen war, sagte Goldman einer gesanglichen Beteiligung für Sirimas Soloalbum ebenfalls zu. Somit ist mit dem Stück I Need to Know ebenfalls ein Gesangsbeitrag von Jean-Jacques Goldman auf dem Album enthalten.

## Titelliste
1. Sometimes Love Isn’t Enough (Sirima)
2. No Reason No Rhyme (Sirima/Philippe Delettrez)
3. His Way of Loving Me (Sirima)
4. Kym (Sirima/Philippe Delettrez)
5. A Part of Me (Sirima)
6. I Need to Know (mit Jean-Jacques Goldman) (Sirima/Philippe Delettrez)
7. Ticket-to-the-Moon (Sirima/Philippe Delettrez)
8. I Believed (Sirima)
9. Daddy (Sirima)
10. Was It a Dream? (Sirima/Philippe Delettrez)

## Mitwirkende
- Gesang, Gitarre, Klavier, Arrangement, Coverdesign, Produktion – Sirima
- Klavier, Produktion, Arrangement – Philippe Delettrez
- Gesang auf I Need to Know – Jean-Jacques Goldman
- Keyboard – Jean-Yves D'Angelo
- E-Bass – Pino Palladino, Serge Sallibur
- Schlagzeug – Manu Katché
- Perkussion – Marc Chanterrau, Yves Sana
- Schlagzeug-Programmierung – Jean-François Delettrez
- Saxophon [Solo] – Michel Gaucher
- Harmonika – Jean-Jacques Milteau
- Gitarre – Kahatra Sasorith
- Flöte – Bruno Ribera
- Vibraphon – Gilles Perrin
- Klavier – Jean-Yves D’Angelo, Maurice Vander, Raoul Duflot Verrez, Véronique Fiszman
- Kontrabass – Jean-Paul Celea
- Streicherdirigent – Olivier Holt
- Streicher – L'Orchestre Symphonique D'Europe
- Blasorchestration – Ivan Jullien
- Bläsersektion Saxophon – Michel Gaucher, Pierre Holassian
- Bläsersektion Posaune – Alex Perdigon, Jacques Bolognesi
- Bläsersektion Trompete – Antoine Russo, Kako Bessot
- Toningenieur – Claude Ermelin, Claude Grillis
- Toningenieur [Assistenz] – Petros Drossos, Philippe Valdès
- Abmischung – Patrick Defays
- Abmischung, Master – Christian Orsini
- Photographie – Claude Gassian[2]